# He Zhuojia
He Zhuojia (* 25. Oktober 1998 in Tianjin) ist eine chinesische Tischtennisspielerin. Bei den World Tour Grand Finals 2018 gewann sie Silber im Einzel.

## Werdegang
Ab 2011 trat He bei internationalen Jugendturnieren an, 2012 wurde sie mit der Mannschaft und im Einzel Jugend-Asienmeisterin. 2014 spielte sie die ersten Turniere im Erwachsenenbereich, unter anderem die Argentina Open, die sie gewann. Bei der Jugend-Weltmeisterschaft 2014 kam sie im Einzel, Doppel und Mixed ins Halbfinale. 2015 siegte sie bei den Pjöngjang Open und erreichte in der Weltrangliste mit Platz 64 eine persönliche Bestmarke.
Im Jahr 2016 wurde sie in die chinesische Nationalmannschaft geholt, erste Auftritte hatte sie 2017 in der Chinese Superleague, wo sie mit ihrem Team unter anderem die Mannschaft Bayi Shandong schlagen konnte. Bei den Chinese National Games 2018 konnte sie im Einzel unter anderem Chen Xingtong schlagen, unterlag im Achtelfinale im Einzel, Doppel und Mixed aber.
International trat sie ab 2018 wieder verstärkt in Erscheinung, unter anderem bei den Hong Kong Open, wo ihr ein Sieg über Liu Shiwen gelang, und bei den Australian Open, wo sie Mima Itō schlagen konnte, im Halbfinale aber diesmal mit 2:4 an Liu Shiwen scheiterte. Ab August stand sie wieder unter den besten 100 der Weltrangliste. Bei den Austrian Open konnte sie ebenfalls Bronze gewinnen, diesmal verlor sie gegen Wang Manyu. Ende des Jahres nahm sie an den Grand Finals teil, bei denen sie unter anderem Weltmeisterin Ding Ning ausschaltete und am Ende Silber gewann. 2019 erreichte sie mit Weltranglistenplatz 13 eine neue persönliche Bestmarke und konnte sich wieder für die Grand Finals qualifizieren, wo sie diesmal aber in der ersten Runde ausschied.
2020 und 2021 war He international kaum aktiv, und auch ab 2022 konnte sie auf der WTT Series vor allem mit wechselnden Partnerinnen im Doppel Medaillen gewinnen, sodass sie in der Weltrangliste zwischenzeitlich bis auf Platz 81 (September 2024) zurückfiel. Nach ihrem Viertelfinaleinzug beim Singapore Smash 2025 kehrte sie vorübergehend wieder in die Top 20 zurück.

## Turnierergebnisse
| Verband | Veranstaltung                 | Jahr | Ort            | Land | Einzel        | Doppel     | Mixed         | Team | U-21          |
| ------- | ----------------------------- | ---- | -------------- | ---- | ------------- | ---------- | ------------- | ---- | ------------- |
| CHN     | WTT Series (Contender)        | 2025 | Zagreb         | HRV  | letzte 32     | Halbfinale |               |      |               |
| CHN     | WTT Series (Star Contender)   | 2025 | Doha           | QAT  | Viertelfinale | Silber     |               |      |               |
| CHN     | WTT Series (Contender)        | 2024 | Almaty         | KAZ  | Viertelfinale | Gold       |               |      |               |
| CHN     | WTT Series (Contender)        | 2023 | Lagos          | NGR  |               | Halbfinale | Viertelfinale |      |               |
| CHN     | WTT Series (Contender)        | 2022 | Tunis          | TUN  | letzte 32     | Silber     |               |      |               |
| CHN     | World Tour                    | 2019 | Panagjurischte | BUL  | Silber        |            | Qual.         |      |               |
| CHN     | World Tour (Platinum)         | 2018 | Linz           | AUT  | Halbfinale    |            |               |      |               |
| CHN     | World Tour                    | 2018 | Stockholm      | SWE  | Qual.         |            |               |      |               |
| CHN     | World Tour (Platinum)         | 2018 | Geelong        | AUS  | Halbfinale    |            |               |      |               |
| CHN     | World Tour                    | 2018 | Hongkong       | HKG  | Halbfinale    |            |               |      | Viertelfinale |
| CHN     | World Tour (Challenge Series) | 2015 | Pjöngjang      | PRK  | Silber        | Halbfinale |               |      |               |
| CHN     | World Tour (Challenge Series) | 2014 | Santos         | BRA  | Halbfinale    |            |               |      | Halbfinale    |
| CHN     | World Tour (Challenge Series) | 2014 | Buenos Aires   | ARG  | Gold          |            |               |      | Halbfinale    |
| CHN     | World Tour Grand Finals       | 2019 | Zhengzhou      | CHN  | letzte 16     |            |               |      |               |
| CHN     | World Tour Grand Finals       | 2018 | Incheon        | KOR  | Silber        |            |               |      |               |
| CHN     | Jugend-Asienmeisterschaft     | 2016 | Bangkok        | THA  |               |            |               | Gold |               |
| CHN     | Jugend-Asienmeisterschaft     | 2012 |                | CHN  | Gold          |            |               | Gold |               |
| CHN     | Jugend-Weltmeisterschaft      | 2017 | Riva del Garda | ITA  | Halbfinale    | Halbfinale | Viertelfinale | Gold |               |
| CHN     | Jugend-Weltmeisterschaft      | 2014 | Shanghai       | CHN  | Halbfinale    | Halbfinale | Halbfinale    |      |               |